# Ogonów (Kotki)
Ogonów – część wsi Kotki w Polsce, położona w województwie świętokrzyskim, w powiecie buskim, w gminie Busko-Zdrój.
W latach 1975–1998 Ogonów administracyjnie należał do województwa kieleckiego.